# Sammy (写真家)
Sammy（サミー、田中正文、1959年 - ）は、日本の写真家。
水中写真を中心に活動。近年は沈没船の撮影に注力。

## 経歴
- 1959年、北海道旭川市生まれ。生後まもなく千葉県市川市に転居。
- 1975年、開成高校中退。
- 1983年、大正大学哲学科卒。(株)経済界に入社。
- 1988年、ナショナルジオグラフィック誌の写真家デビッド・デュビレに私淑し水中写真を始める。
- 1990年、PADIスキューバダイビングインストラクター資格取得。
- 1991年、潜水士免許取得。
- 1993年、写真家として独立。
- 1994年、那覇市に撮影オフィス「Studio Coral」設立。
- 1996年、公益社団法人日本写真家協会(JPS)入会。
- 1998年、仕事の拠点を東京に移動。
- 2003年、カボサンルーカスに撮影プロダクション「SHO　Production」設立。
- 2004年、「オーシャン・ジオグラフィック・ジャパン」設立準備委員会設立。
- 2004年、NPO「市川写真家協会」(千葉県市川市)理事・初代事務局長に就任。
- 2007年、NPO「水中文化財環境調査協会」(千葉県市川市)設立。
- 2008年、NPO「UWクリーンレイク洞爺湖」(北海道虻田郡洞爺湖町)理事就任。
- 2008年、4月より上2つのNPOの分室を兼ねた事務所の管理者として北海道虻田郡洞爺湖町に在住。
- 2009年、北海道の沿岸に沈む戦没船の慰霊・調査を行なう「プロジェクト1708プラス」を立ち上げる。
- 2010年、北海道有珠郡壮瞥町洞爺湖温泉53「湖畔の宿 洞爺かわなみ」1Fに常設フォトギャラリー「田中正文写真館」を開館。
- 2017年、一般社団法人市川市平和教育推進会議（ＩＰＥＣ）　代表理事に就任。

## 主な著作・写真展など
- 1995年08月　写真展「沖縄水中100景」／とまりん(沖縄県那覇市)
- 1996年05月　CD-ROM写真集「竜宮の扉」(琉石開発)
- 1997年09月　写真展「Friends-旅で出会った子供たち」／沖縄県宜野湾市
- 2002年02月　写真展「Los Cabos」／ロス・カボス国際空港ロビー
- 2002年04月　写真展「Magical Ocean of Cortez」／カボサンルーカス
- 2004年05月　講演「撮影の裏ワザ タネ明かします」／国際サンゴ礁センター(石垣市)
- 2005年06月　講演「ひとつのこだわり」／国際サンゴ礁センター(石垣市)
- 2006年05月　講演「デジカメ&リブリーザー」／国際サンゴ礁センター(石垣市)
- 2006年05月　写真展「七つの海から」／千葉県市川市
- 2006年06月　写真展「61年目のパラオ・海底の英霊たち」／八幡市民ギャラリー(千葉県市川市)
- 2006年10月　写真展「パラオ・海底の英霊たち」／滋賀県舞原市
- 2007年01月　写真展「バハ・カリフォルニアの憂愁」／千葉県市川市
- 2007年03月　写真集「パラオ 海底の英霊たち」(並木書房)
- 2007年03月　写真展「パラオ・海底に眠る証言者たち」／大和ミュージアム(広島県呉市)
- 2007年06月　写真展・講演「パラオの英霊に思いを寄せて」／メディアライヴ(三重県桑名市)
- 2007年11月　講演「七つの海」／市川市文化会館(千葉県市川市)
- 2007年11月　写真展「パラオの英霊に思いを寄せて」／長島温泉特設会場(三重県桑名市)
- 2007年12月　写真展「水『中』の駅を訪ねて」／とうや水の駅(北海道)
- 2008年01月　写真展「水『中』の駅を訪ねて」／洞爺湖ビジターセンター(北海道)
- 2008年03月　写真展「水『中』の駅を訪ねて」／洞爺湖町役場(北海道)
- 2008年04月　環境学習会講演「大きな手のものがたり」／洞爺湖ビジターセンター(北海道)
- 2008年06月　環境学習会講演「大きな手のものがたり」／洞爺湖ビジターセンター(北海道)
- 2008年06月　写真展「オキナワを歩く」／パレットくもじギャラリー（沖縄県那覇市）
- 2008年06月　写真展「オキナワを歩く」／旧日本銀行広島支店（広島市）
- 2008年11月　写真展「ヒロシマを歩く」／広島経済大学（広島県)
- 2009年06月　写真展「オキナワを歩くⅢ」／イオンデパート（広島市）
- 2009年07月　上映&ピアノライブ「洞爺湖物語」／湖畔の宿 洞爺かわなみ(北海道)
- 2009年11月　写真展「洞爺湖物語」／洞爺湖ビジターセンター(北海道)
- 2009年12月　写真展・講演「小樽(ここ)に帰りたかった」／北海道新聞小樽支社(北海道)
- 2009年12月　写真展「洞爺湖物語」／札幌NHKギャラリー(北海道)
- 2010年06月　写真展「パラオの海から英霊の声が届く」／千葉県立国府台高校
- 2010年06月　写真展「沖縄を想う」／大和ミュージアム(広島県呉市)